# Nyikolaj Alekszejevics Manosin
Nyikolaj Alekszejevics Manosin (oroszul: Николай Алексеевич Маношин; Moszkva, 1938. március 6. – 2022. február 10.) orosz labdarúgó, edző.
A szovjet válogatott tagjaként részt vett az 1962-es világbajnokságon.

## Sikerei, díjai
Torpedo Moszkva
- Szovjet kupa (1): 1959–60